# استانیسلاو کیتو
استانیسلاو کیتو (استونیایی: Stanislav Kitto؛ زادهٔ ۳۰ نوامبر ۱۹۷۲) بازیکن فوتبال اهل استونی است.
از باشگاه‌هایی که در آن بازی کرده‌است می‌توان به باشگاه فوتبال ناروا ترانس، باشگاه فوتبال زوریا لوهانسک، و باشگاه فوتبال تی‌وی‌ام‌کی اشاره کرد.